# Новинки (Калязинский район)
Новинки — деревня в Калязинском районе Тверской области. Входит в состав Старобисловского сельского поселения.

## География
Находится в юго-восточной части Тверской области на расстоянии приблизительно 14 км на восток-юго-восток по прямой от районного центра города Калязин.

## История
Была отмечена на карте Менде (состояние местности на 1848 год). В 1859 году здесь (тогда деревня Калязинского уезда Тверской губернии) было учтено 13 дворов, в 1978 — 15.

## Население
Численность населения: 75 человек (1859 год), 2 (русские 100 %) в 2002 году, 0 в 2010.